# Tortriciforma viridipuncta
Tortriciforma viridipuncta är en fjärilsart som beskrevs av George Francis Hampson 1894. Tortriciforma viridipuncta ingår i släktet Tortriciforma och familjen trågspinnare. Inga underarter finns listade i Catalogue of Life.